# Keane Lewis-Potter
Keane William Lewis-Potter (Kingston upon Hull, 22 febbraio 2001) è un calciatore inglese, attaccante del Brentford.

## Caratteristiche tecniche
Gioca come ala sinistra, veloce e brevilineo, spicca nel servire i passaggi chiave per i compagni e nei dribbling. 
Nel corso della sua carriera ha dimostrato versatilità, scendendo in campo nel ruolo di terzino sinistro. Nonostante una struttura fisica non imponente 170 cm, si fa notare per la sua cattiveria agonistica nel vincere i contrasti e ad intercettare il pallone con un tempismo corretto.

## Carriera

### Hull City
Cresciuto nel settore giovanile dell'Hull City, ha esordito in prima squadra il 6 gennaio 2019 disputando l'incontro di FA Cup perso 2-1 contro il Millwall. Realizza i suoi primi due goal tra i professionisti nella sconfitta contro il Barnsley per 3-1 e nella vittoria per 3-0 contro il Birmingham in Championship, al termine della stagione l'Hull City retrocede in League One. 
Nella stagione 2020/2021 trascina la sua squadra fino al ritorno in Championship, 13 goal e 6 assist in 43 partite di League One e contribuisce così al primo posto in classifica ad 89 punti per la squadra inglese.  Nella stagione successiva mantiene la doppia cifra con il salto di categoria, 12 reti e 3 assist in 46 presenze di Championship. Vince 3 premi come giocatore dell'anno da parte dei tifosi, dei compagni di squadra e dall'allenatore Shota Arveladze.

### Brentford
Il 12 luglio 2022 viene acquistato dal Brentford che investe 19 milioni di euro per il suo cartellino, raggiungendo così la Premier League per la prima volta in carriera. Il 17 dicembre 2023 segna il suo primo goal in Premier League nella sconfitta contro l'Aston Villa sul risultato di 1-2.
Dalla stagione 2024/2025 l'allenatore Thomas Frank decide di spostarlo come terzino sinistro con risultati convincenti sulla fase difensiva e sul supporto nella manovra offensiva. L'8 gennaio 2025 rinnova il suo contratto fino al 30 giugno 2031, un attestato di stima importante del club inglese per il suo giocatore.

## Statistiche

### Presenze e reti nei club
Statistiche aggiornate al 23 febbraio 2022.
| Stagione        | Squadra         | Campionato      | Campionato | Campionato | Coppe nazionali | Coppe nazionali | Coppe nazionali | Coppe continentali | Coppe continentali | Coppe continentali | Altre coppe | Altre coppe | Altre coppe | Totale | Totale |
| Stagione        | Squadra         | Comp            | Pres       | Reti       | Comp            | Pres            | Reti            | Comp               | Pres               | Reti               | Comp        | Pres        | Reti        | Pres   | Reti   |
| --------------- | --------------- | --------------- | ---------- | ---------- | --------------- | --------------- | --------------- | ------------------ | ------------------ | ------------------ | ----------- | ----------- | ----------- | ------ | ------ |
| 2018-mar. 2019  | Hull City       | FLC             | 0          | 0          | FACup+CdL       | 1+0             | 0               |                    | -                  | -                  |             | -           | -           | 1      | 0      |
| mar.-mag. 2019  | Bradford PA     | FCN             | 5          | 0          | FACup           | -               | -               |                    | -                  | -                  | FAT         | -           | -           | 5      | 0      |
| 2019-2020       | Hull City       | FLC             | 21         | 2          | FACup+CdL       | 1+0             | 0               |                    | -                  | -                  |             | -           | -           | 22     | 2      |
| 2020-2021       | Hull City       | FL1             | 43         | 13         | FACup+CdL       | 2+3             | 0               |                    | -                  | -                  | FLT         | 3           | 2           | 51     | 15     |
| 2021-2022       | Hull City       | FLC             | 34         | 6          | FACup+CdL       | 1+1             | 0+1             |                    | -                  | -                  |             | -           | -           | 36     | 7      |
| Totale carriera | Totale carriera | Totale carriera | 103        | 21         |                 | 9               | 1               |                    | -                  | -                  |             | 3           | 2           | 115    | 24     |

## Palmarès

### Club

#### Competizioni nazionali
- Football League One: 1

Hull City: 2020-2021